# Охорович, Юлиан
Юлиан Охоро́вич (Julian Ochorowicz; 23 февраля 1850, Радзымин — 1 мая 1917, Варшава) — польский публицист, поэт и естествоиспытатель.

## Биография

### Школа и Университет
Юлиан родился 23 февраля 1850 года в городе Радзымин, в семье инспектора Института учителей начальных классов Юлиана Охоровича и педагога Александринско-Мариинского института воспитания девиц Ядвиги Терезы, урожденной Суминской. Отец его умер в 1855 году. В возрасте 9 лет Юлиан пошел в 3 Мужскую гимназию в Варшаве, но, когда он был в 4-м классе, то репрессировали поляков, участвующих в восстании 1863 года или сочувствующих ему, и его с матерью выслали в Люблин.
В школьные годы Юлиан повстречал Александра Гловацкого, впоследствии известного польского писателя, творившего под псевдонимом Болеслава Пруса. Вместе со своими товарищами они проводили поэтические вечера, научные опыты и даже спиритические сеансы. Свои кружки они называли «партией идеалистов» или «партией трезвых».
В июне 1866 года Юлиан закончил гимназию и поступил в Варшавскую главную школу на историко-философский факультет. В первый же год он перевелся на естественно-научное отделение физико-математического факультета. Еще в начале своей научной карьеры Юлиан устремился к изучению психологии. На конкурсе студенческих работ сочинение Охоровича «Как нужно исследовать душу» удостоилось серебряной медали. Такое решение жюри приняло благодаря позиции философа Генриха Струве, который был восхищен полетом мысли Юлиана, ведь Охорович предлагал рассматривать психологию как дисциплину, независимую от философии, а это полностью соответствовало взглядам Струве.
В студенческие годы Юлиан пробовал себя в литературе: писал стихи, участвовал в полемике юных позитивистов с романтиками ушедшей эпохи на страницах газеты «Еженедельный обзор». В том же издании публиковал свои работы Александр Свентоховский, польский писатель и признанный идеолог «Варшавского позитивизма». Он заметил талант Охоровича, а его стихотворение «Вперед!» назвал позитивистской одой для молодежи и студентов.

### Научная карьера
В 1872 году Юлиан защитил дипломную работу, посвященную размерам человеческого черепа и мозга у первобытных и современных людей, и стал кандидатом наук Варшавского университета. В том же году он опубликовал свое «Введение и обзор на философию позитивизма» (Wstęp i pogląd ogólny na filozofię pozytywną). Сразу же после окончания учебы Юлиан вместе со своими друзьями Сенкевичем, Прусом и Хмелевским стали издавать журнал «Нива» (Niwa) и «Домовой» (Opiekun Domowy).
В Лейпцигском университете Юлиан учился под руководством великих ученых, таких как Мориц Вильгельм Дробиш, Вильгельм Вундт и Густав Теодор Фехнер. В Лейпциге Юлиан защитил диссертацию «О состояниях сознания» (O warunkach świadomości), и получил степень доктора философских наук.
В 1875 году Юлиан стал доцентом философии и психологии Львовского университета имени Яна Казимира (ныне имени Ивана Франко). В 1876-м вышла его книга «Из дневника психолога: комментарии и наблюдения за 10 лет» (Z dziennika psychologa: wrażenia, uwagi i spostrzeżenia w ciągu dziesięciu lat spisane).
Как видим, сам Юлиан Охорович считал себя психологом, но никакие области познаний ему были не чужды. Опыты с электричеством и магнетизмом у него прекрасно сочетались с психологическими опытами и гипнотическими сеансами, а также он исследовал влияние магнитного поля и электричества на работу человеческого мозга. В ходе своей научной работы Юлиан познакомился с сотрудником Львовской политехнической школы (Politechnika Lwowska) Бруно Абакановичем.
В 1878 году на страницах журнала «Космос» он опубликовал статью «О возможности построения устройства для передачи оптических изображений на любые расстояния» (O możności zbudowania przyrządu do przesyłania obrazów optycznych na dowolną odległość), в котором поставил проблему преобразования световых лучей в электрические токи и обратного преобразования токов в световые лучи, и таким образом предвосхитил появление телевидения.
Во Львове Охорович писал научные статьи о животном магнетизме, о микрофоне, был секретарем Польского товарищества естествоиспытателей имени Коперника (Polskie Towarzystwo Przyrodników im. Kopernika), вице-президентом Львовского литературного общества (Koło Literacko-Artystyczne we Lwowie), ходил на заседания общества Галицких врачей (Towarzystwo Lekarzy Galicyjskich).
Смелые идеи и опыты Юлиана Охоровича пришлись не ко двору, ко всему прочему, они не оплачивались. Он был приват-доцентом без фиксированной оплаты. В 1882 году Юлиан решил продолжить свои занятия в Париже. Попытки получить финансирование на эту поездку провалились, так как его занятия гипнотизмом не понравились коллегам, и пришлось Юлиану ехать за свой счет.

### Занятия гипнозом

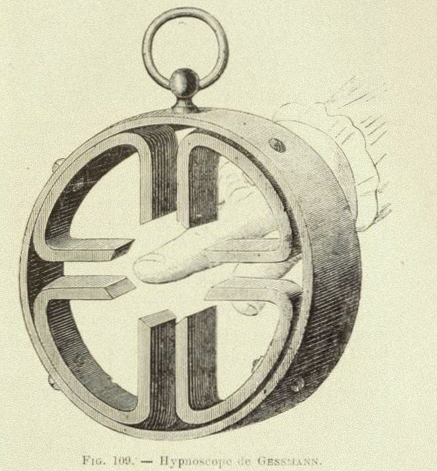
Гипноскоп

В Париже Юлиан занялся гипнотерапией и психологией в больнице Сальпетриер, там он проводил сеансы гипноза и работал с истеричными пациентами. В ходе своих работ Юлиан пришел к выводу, что гипнотическое состояние является ни патологией, ни внушением, но аномальным состоянием человеческого разума. Для работы с подопытными для гипнотических сеансов он соорудил гипноскоп, который должен был определять, насколько внушаемым и гипнабельным был его пациент. Это устройство, как правило, состояло из подковообразных магнитов, или из намагниченной трубки, куда пациент должен был засунуть палец, а затем сообщить о своих ощущениях. Если палец немел, то считалось, что то пациент был внушаемым, если нет – то не сильно внушаемым. 

### Занятия телефонией
В Париже Юлиан повстречался со своим другом Бруно Абакановичем. В его мастерских Юлиан конструировал телефонные аппараты. На Венской выставке микрофон с железными опилками Охоровича произвел сенсацию. В этом микрофоне между мембраной и полюсами магнита располагались железные опилки, расположенные вдоль силовых линий магнитного поля и создающие электропроводящие дорожки. Движение диафрагмы под действием звуковых волн вызывало изменение положения опилок, а значит и сопротивления проводников.
По телефону Охоровича французский министр почты и телеграфов Адольф Луи Кошри слушал оперу «Фауст», которую исполняли за 4 километра от слушателя. После этого Кошри представил польского гения президенту Франции Жюлю Греви. Болеслав Прус с горечью писал, что такой чести удостоился поляк, которого презирали в провинциальном университете. Во Франции технология Охоровича была запатентована (168,569. Brevet de quinze ans , 29 avril 1885 ; docteur Ochorowicz, à Paris , boule vard Saint-Germain , nº 24. - Système téléphonique reproduisant la parole à voie haute.), и фирма Абакановича стала производить телефоны его конструкции, и они работал на французских линиях связи еще два десятка лет.

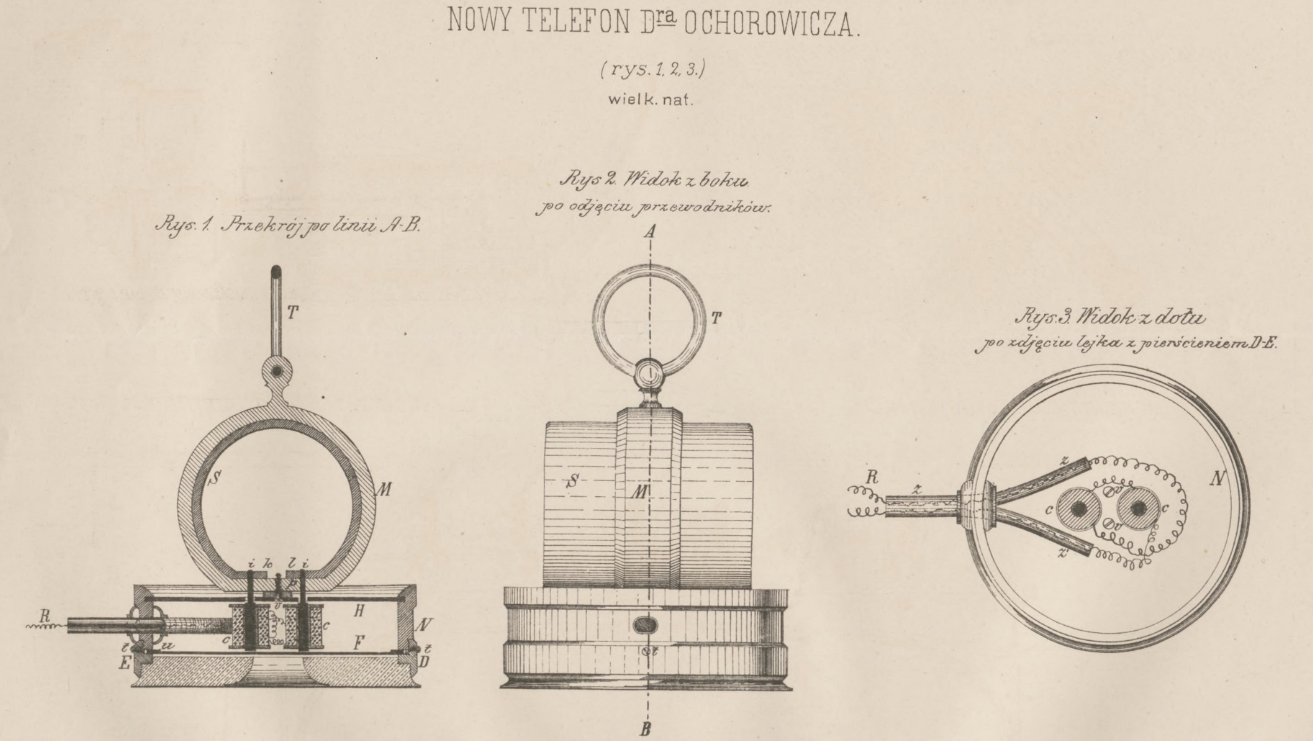
Телефон Охоровича. 1885 год.

В ходе своих опытов Юлиан изобрел микрофон с двумя мембранами, который могли испробовать все гости Варшавской промышленно-аграрной выставки. В павильоне Абакановича посетители могли выслушать музыку, переданную за версту от него. Микрофон удостоился большой золотой медали выставки и отдельной статьи в журнале «Технический Обзор». В 1885 году во Франции Охорович ставил опыты с передачей звука на расстояние до 18 км, при этом качество звука оставалось превосходным. Телефоны Охоровича произвели фурор в Санкт-Петербурге. Его аппараты обеспечивали связь между Петербургом и Бологое на расстоянии 320 км! Правда, попытки внедрить изобретения Юлиана на линии Москва-Петербург не увенчались успехом, так как на столь дальних дистанциях качество звука ухудшалось.

### Спиритические сеансы
После многих лет разъездов Юлиан Охорович вернулся в Варшаву, но встретили его там неприветливо. В 1888-1889 гг. Юлиан проводил публичные лекции, на которых рассказывал о влиянии самовнушения на распространение холеры, за что получил резкую отповедь от варшавских докторов. У него пытались отозвать лицензию на врачебную практику, и даже друзья, сотрудничавшие с ним в позитивистских изданиях, отвернулись от Юлиана. Тем не менее, он произносил речи и даже порой занимал место председателя на съездах психологов. Злопыхатели Охоровича подшучивали, что ему удавалось загипнотизировать членов комитета.
Мало того, что его занятия гипнотизмом порицались научным сообществом, Юлиан решил пойти еще дальше и стал проводить медиумистические сеансы. Он отрицал спиритуализм, но считал, что нервная и мускульная энергия человека могут вырваться в пространство под влиянием воображения. Подобные состояния человека Юлиан называл «моноидеистическими», а свои научные доклады об «идеопластии» он поведал Французскому биологическому обществу еще в 1884 году.
Для развития своей научной работы и демонстрации результатов Юлиан стал проводить спиритические сеансы с Эвсапией Палладино, которая уже была знаменита тем, что на ее встречах бывал сам известный криминалист Чезаре Ломброзо, а во время ее сеансов столы начинали левитировать. После сеансов в Италии Юлиан решил привезти ее в Варшаву для исследования феномена и ознакомления публики. Ажиотаж, скандалы, интриги и расследования начались еще со времени поездки Охоровича в Италию, а когда он стал собирать деньги на ее поездку в Варшаву, то и дня не проходило без крамольной статьи в какой-нибудь газете, без обсуждений и пересудов.
Кабинет для спиритических сеансов был превращен в лабораторию. Туда допускались любые измерительные приборы, доктора осматривали Евсапию перед каждым сеансом, а еще туда был приглашен фокусник Владислав Рыбка (Władysław Rybka), чтобы он мог при желании обнаружить и разоблачить любые трюки.
Как бы ни старался Юлиан провести кристально чистые эксперименты, проблемы начались незамедлительно. Эвсапия всегда требовала выключать яркий свет и оставлять помещение затемненным, часто требовала удалить неугодных ей людей из кабинета и наотрез отказывалась двигать силой мысли отдаленные предметы, а передвигала только близко расположенные к ней. Конечно же, это дало повод для обвинений в грязных трюках, использовании физического воздействия, тонких нитей и т.д.

### Пребывание в Висле
После череды скандалов со спиритическими сеансами Юлиан Охорович решил переехать в Вислу (Wisła), небольшое местечко в Галиции. Там он немедленно вложил средства в строительство летних домов для отдыха и намеревался сдавать их в аренду. Он всячески способствовал развитию этого местечка, намереваясь превратить его в курорт. Там Юлиан основал туристическое общество, вложился в развитие местной библиотеки.
Но опыты продолжались, на сей раз со Станиславой Томчик (Stanisława Tomczyk), которая утверждала (или считала), что ее действиями управляет таинственное существо по имени «Стася». Во время своих сеансов она часто заставляла левитировать предметы. Иногда на фотографиях этих опытов можно было заметить контуры тонкой нити, которые Юлиан считал проявлениями идеопластии.

### На склоне лет
Юлиан размышлял не только о сознании человека, но и о будущем своей страны. Он углублялся в изучение польской истории, и в своих философском сочинении «Психология, педагогика, этика. Причины для попыток нашего национального возрождения» обличал аристократический характер польского правления, отсутствие единения и бесконечные сеймы. По мнению Юлиана, для возрождения Царства Польского нужно было единство и готовность пойти на жертвы ради общего дела.
Умер в 1917 году.

### Главные его работы
- магистерская диссертация «О человеческом мозге» / «О mózgu ludzkim» (Варшава, 1869),
- «Как надо исследовать душу или о методе психологических исследований» /«Jak należy badać duszę. Czyli o metodzie badań psychologicznych (1869)»,
- «О свободе воли» / «O wolności woli» (1871),
- «Вступление и общий взгляд на философию» / «Wstęp i pogląd ogólny na filozofię» (1877),
- докторская диссертация «Das Bewusstwerden im Menschen, seine Bedingungen und Gesetze» (Лейпциг, 1873),
- «О поэтическом творчестве с точки зрения психологии» / «O twórczości poetyckiej ze stanowiska psychologii» (Львов, 1877);
- «Физическая и моральная боль» / «Ból fizyczny i moralny» (1882);
- «Физиология скаковых лошадей и ее применение в отечественном коневодстве: Проект реформы» / «Fizyologia wyścigów w ich stosunku do krajowej hodowli koni : (projekt reformy)» (1897),
- «Любовь, преступление, вера и мораль. Несколько исследований в криминальной психологии» / Miłość, zbrodnia, wiara i moralność. Kilka studiów z psychologii kryminalnej (1870)
- «Из дневника психолога» / Z dziennika psychologa (1876)
- «О предложениях мысли» / O sugestii myślowej (одна из первых книг польского автора в области парапсихологии) (1887)
- «Тайные знания Египта» / Wiedza tajemna w Egipcie (1898)
- «Схема генетических элементов» /  Układ genetyczny pierwiastków (1911)
- «Медиумные явления» / Zjawiska mediumiczne (1913)
- «Психология, педагогика, этика. Причины для попыток нашего национального возрождения» /Psychologia, pedagogika, etyka. Przyczynki do usiłowań naszego odrodzenia narodowego (1917)

## Память
В Висле есть улица Юлиана Охоровича, на которой расположен Музей Магического Реализма (располагается на вилле "Ochorowiczówka"). 